# ガストン・ヒメネス
ガストン・クラウディオ・ヒメネス（Gastón Claudio Giménez, 1991年7月27日 - ）は、パラグアイのサッカー選手。アルゼンチン・フォルモーサ州フォルモーサ出身。パラグアイ代表。セロ・ポルテーニョ所属。ポジションはMF。

## クラブ経歴
2011年にプリメーラB・ナシオナル(2部リーグ)のCAブラウンでプロデビュー。2014年6月にアトレティコ・トゥクマンに移籍。以降はスーペルリーガ・アルヘンティーナの古豪を渡り歩く。
20202月24日、メジャーリーグサッカーのシカゴ・ファイアーFCと2年契約を締結した。

## 代表歴
2018年11月にアルゼンチン代表に初招集。同月17日のメキシコ戦でアルゼンチン代表初出場。しかし、翌2019年のコパ・アメリカ2019の代表選考には落選した、その後もアルゼンチン代表に招集されなかったことを受けて、パラグアイ代表監督エドゥアルド・ベリッソから、パラグアイ代表入りを勧められ、ヒメネスの父親がパラグアイ出身だった関係で、2020年7月に父の国籍を行使してパラグアイ代表でプレーすることを宣言。2020年10月9日の2022 FIFAワールドカップ・南米予選のペルー戦で、代表再デビュー。13日のベネズエラ戦で、パラグアイ代表移行後初ゴールを決めた。